# Кларићи
Кларићи (итал. Clarici) је насељено место у Истарској жупанији, Република Хрватска. Административно је у саставу Града Бузета.

## Становништво
Према задњем попису становништва из 2001. године у насељу Кларићи живело је 45 становника који су живели у 12 породичних домаћинстава.
Кретање броја становника по пописима 1857—2001.
| година пописа  | 1857. | 1869. | 1880. | 1890. | 1900. | 1910. | 1921. | 1931. | 1948. | 1953. | 1961. | 1971. | 1981. | 1991. | 2001. |
| бр. становника | 179   | 194   | 129   | 129   | 134   | 150   | 0     | 0     | 145   | 137   | 112   | 78    | 66    | 52    | 45    |

Напомена:У 1857. и 1869. садржи податке за насеље Медвеје, а 1921. и 1931. подаци су садржани у насељу Врх. Садржи податке за бивше насеље Доброва које је у 1869. и 1910. исказивано као насеље